# Platjenwerbe
 (décembre 2020).
Platjenwerbe est un quartier de la commune de Ritterhude dans l'arrondissement d'Osterholz, Land de Basse-Saxe.

## Géographie
À l'ouest, le village est limitrophe de la commune de Schwanewede et au sud de Burglesum, quartier de Brême.

## Histoire
Le 1er mars 1974, Platjenwerbe fusionne avec la commune de Ritterhude lors de la réforme régionale en Basse-Saxe.

## Infrastructure
La Bundesautobahn 27 passe à la périphérie de Platjenwerbe.

## Source, notes et références
- (de) Cet article est partiellement ou en totalité issu de l’article de Wikipédia en allemand intitulé « Platjenwerbe » (voir la liste des auteurs).

1. ↑  (de) « Das Dach der Vereine des Dorfes », sur dgh-platjenwerbe.de (consulté le 25 décembre 2020)
2. ↑  (de) Statistisches Bundesamt, Historisches Gemeindeverzeichnis für die Bundesrepublik Deutschland. Namens-, Grenz- und Schlüsselnummernänderungen bei Gemeinden, Kreisen und Regierungsbezirken vom 27.5.1970 bis 31.12.1982, 1983 (ISBN 3-17-003263-1), p. 244